# Cantone di Saint-Gély-du-Fesc
Il Cantone di Saint-Gély-du-Fesc è una divisione amministrativa dell'arrondissement di Montpellier.
È stato costituito a seguito della riforma approvata con decreto del 26 febbraio 2014, che ha avuto attuazione dopo le elezioni dipartimentali del 2015.

## Composizione
Comprende i seguenti 20 comuni:
- Assas
- Buzignargues
- Cazevieille
- Combaillaux
- Guzargues
- Les Matelles
- Murles
- Prades-le-Lez
- Saint-Bauzille-de-Montmel
- Saint-Clément-de-Rivière
- Saint-Gély-du-Fesc
- Saint-Hilaire-de-Beauvoir
- Saint-Jean-de-Cornies
- Saint-Jean-de-Cuculles
- Saint-Mathieu-de-Tréviers
- Saint-Vincent-de-Barbeyrargues
- Sainte-Croix-de-Quintillargues
- Teyran
- Le Triadou
- Vailhauquès